# Cerinthe gymnandra
Cerinthe gymnandra är en strävbladig växtart. Cerinthe gymnandra ingår i släktet vaxblommor, och familjen strävbladiga växter.

## Underarter
Arten delas in i följande underarter:
- C. g. gymnandra
- C. g. oranensis
- C. g. quichiotis

## Bildgalleri

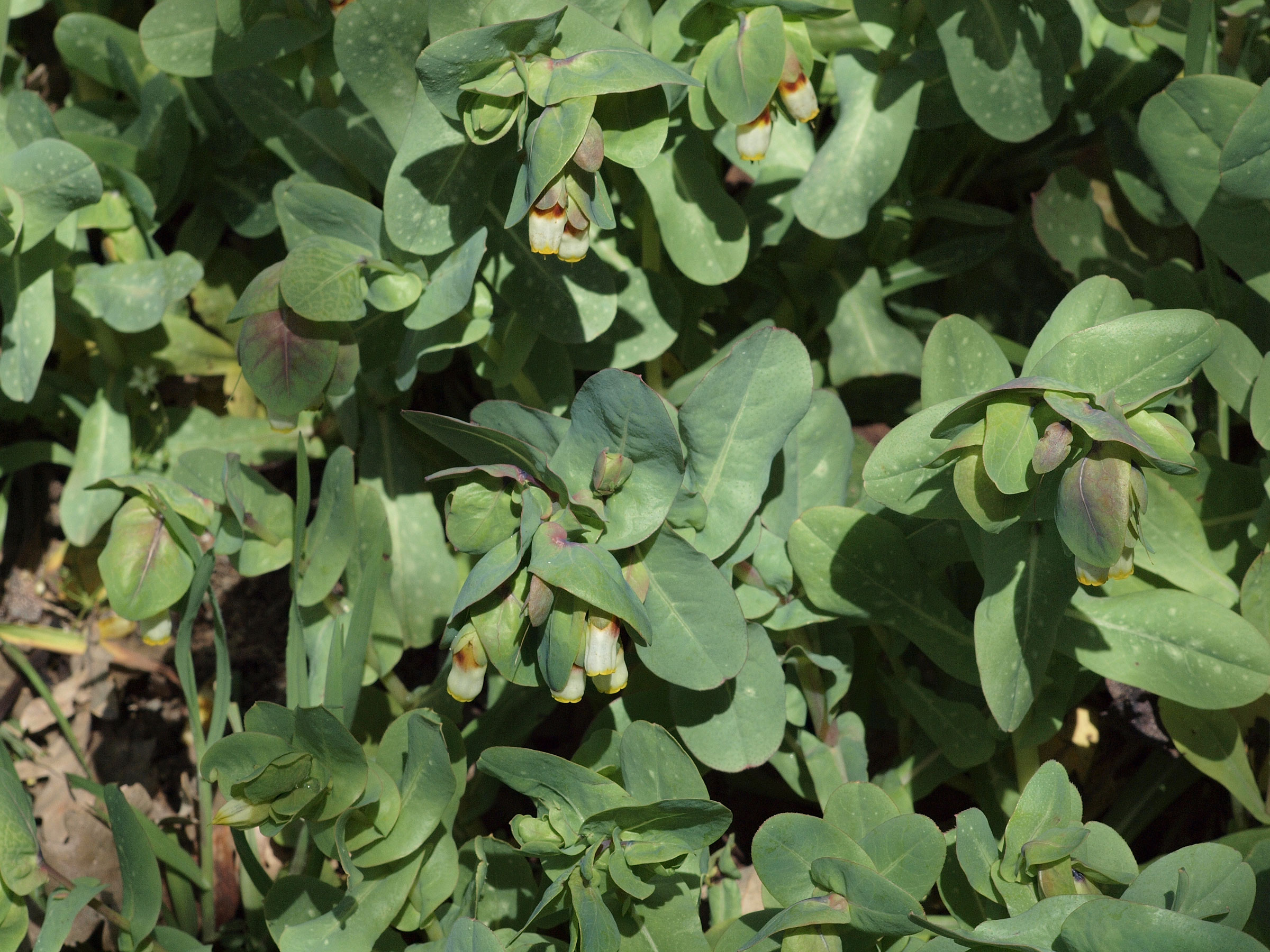